# 발렌팀 페르난데스
발렌팀 페르난데스(Vlanetim Fernandes, ?~1518 또는 1519)는 포르투갈 출신의 인쇄업자였다. 모라바 출신으로, 1495년에 포르투갈로 이주했다. 그는 레오노르 왕후의 명을 인쇄하였고, 《그리스도의 삶》을 작업하였다.